# Campeonato de España de Atletismo 2019
El XCIX Campeonato de España de Atletismo se disputó los días 31 de agosto y 1 de septiembre de 2019 en la Ciudad Deportiva Camilo Cano de La Nucía, Alicante, cuyo estadio de atletismo se inauguró con esta competición.
Junto a las pruebas individuales, se celebró el campeonato de España de relevos 4×100 y 4×400 por clubes, además de los campeonatos de pruebas combinadas (decatlón y heptatlón).

## Resultados

### Hombres
| Evento                          | | | |
| ------------------------------- | --- | --- | --- |
| 100 m (viento: +0.4 m/s)        | Sergio Juárez Playas de Castellón 10"32                                                                                    | Ángel David Rodríguez F.C. Barcelona 10"39                                                                          | Arian Olmos Téllez Playas de Castellón 10"44                                                                        |
| 200 m (viento: -0.3 m/s)        | Pol Retamal F.C. Barcelona 20"80                                                                                           | Daniel Rodríguez Playas de Castellón 21"06                                                                          | Mauro Triana Playas de Castellón 21"26                                                                              |
| 400 m                           | Óscar Husillos C.A. Adidas 45"83                                                                                           | Julio Arenas C.A. Fent Camí Mislata 46"44                                                                           | Darwin Echeverry Tenerife Cajacanarias 46"49                                                                        |
| 800 m                           | Mariano García Fuente Álamo C.R.R. 1'47"22                                                                                 | Adrián Ben F.C. Barcelona 1'47"28                                                                                   | Álvaro de Arriba F.C. Barcelona 1'47"45                                                                             |
| 1500 m                          | Kevin López C.D. Nike Running 3'42"20                                                                                      | Jesús Gómez C.D. Nike Running 3'42"68                                                                               | Llorenç Sales U.A. Montsià 3'42"98                                                                                  |
| 5000 m                          | Toni Abadía C.D. Nike Running 13'29"37                                                                                     | Sergio Jiménez Playas de Castellón 13'32"27                                                                         | Adel Mechaal New Balance Team 13'35"93                                                                              |
| 110 m vallas (viento: -0.1 m/s) | Orlando Ortega C.A. Adidas 13"33                                                                                           | Enrique Llopis C.A. Gandía 13"85                                                                                    | Luis Salort Go Fit Athletics 13"97                                                                                  |
| 400 m vallas                    | Sergio Fernández New Balance Team 49"19                                                                                    | Mark Ujakpor Playas de Castellón 50"42                                                                              | Ignacio Sarmiento S.G. Pontevedra 50"57                                                                             |
| 3000 m obstáculos               | Fernando Carro C.D. Nike Running 8'45"88                                                                                   | Daniel Arce Universidad de Burgos 8'46"17                                                                           | Ibrahim Ezzaydouny F.C. Barcelona 8'46"26                                                                           |
| 10 000 m marcha                 | Álvaro Martín Playas de Castellón 39'33"38                                                                                 | Miguel Ángel López UCAM Murcia 39'35"03                                                                             | Marc Tur Peña Santa Eulalia 41'55"24                                                                                |
| Salto de altura                 | Carlos Rojas Unicaja Jaén 2,17 m                                                                                           | Simón Siverio Tenerife Cajacanarias 2,14 m                                                                          | Eduard Fábregas At. Intec-Zoiti 2,14 m                                                                              |
| Salto con pértiga               | Adrián Vallés Grupompleo Pamplona At. 5,48 m                                                                               | Igor Bychkov Playas de Castellón 5,48 m                                                                             | Manel Miralles Playas de Castellón 5,28 m                                                                           |
| Salto de longitud               | Eusebio Cáceres Independiente 7,95 m (viento: +0.1 m/s)                                                                    | Héctor Santos F.C. Barcelona 7,95 m (viento: 0.0 m/s)                                                               | Jean Marie Okutu F.C. Barcelona 7,55 m (viento: -0.2 m/s)                                                           |
| Triple salto                    | Jaime Guerra Cornellá At. 16,45 m (viento: -0.2 m/s)                                                                       | Pablo Torrijos Playas de Castellón 16,22 m (viento: +1.3 m/s)                                                       | Sergio Solanas A.D. Marathon 16,19 m (viento: -0.5 m/s)                                                             |
| Lanzamiento de peso             | Carlos Tobalina F.C. Barcelona 20,04 m                                                                                     | José Ángel Pinedo C.A. Fent Camí Mislata 18,91 m                                                                    | Daniel Pardo Playas de Castellón 18,33 m                                                                            |
| Lanzamiento de disco            | Lois Maikel Martínez Playas de Castellón 58,31 m                                                                           | Juan José Caicedo C.A. Gandía 58,02 m                                                                               | Frank Casañas Independiente 57,74 m                                                                                 |
| Lanzamiento de martillo         | Javier Cienfuegos Playas de Castellón 78,70 m                                                                              | Alberto González Unicaja Jaén 72,75 m                                                                               | Pedro José Martín F.C. Barcelona 72,67 m                                                                            |
| Lanzamiento de jabalina         | Manu Quijera Grupompleo Pamplona At. 77,39 m                                                                               | Odei Jainaga Deportivo Eibar 75,52 m                                                                                | Nicolás Quijera Grupompleo Pamplona At. 73,07 m                                                                     |
| Decatlón                        | Pablo Trescolí Playas de Castellón 7673 pts 11"11(-0.8)/7,26(+2.1)/12,66/1,91/49"53// 14"45(-0.2)/41,66/4,60/49,68/4'26"72 | Jesús Castillo Cornellá At. 7359 pts 11"43(-1.1)/7,05(+1.0)/13,91/1,91/49"94// 14"64(-0.2)/35,59/4,20/54,84/4'37"06 | Mario Arancón At. Numantino 7187 pts 11"23(-1.1)/6,98(+2.1)/12,43/1,88/50"57// 14"78(-0.2)/39,43/3,80/56,64/4'40"93 |
| Relevos 4 × 100 m               | F.C. Barcelona Joel Ferrando Ángel David Rodríguez Pol Retamal Joan Martínez 39"69                                         | Playas de Castellón Patrick Chinedu Ike Mauro Triana Daniel Rodríguez Arian Olmos Téllez 40"50                      | Atletismo Numantino David Pineda Samuel Vargas Daniel Quero Mario López 41"09                                       |
| Relevos 4 × 400 m               | Playas de Castellón Alfredo Jiménez Alberto Gavalda Mark Ujakpor Luchumbe Kennedy 3'10"35                                  | Real Sociedad Adrián Rocandio Diego Cabello Javier Mariscal Gen Esteban San Millán 3'10"83                          | F.C. Barcelona Pau Fradera Marcel Mondria Ramón Martínez Javier Delgado 3'13"54                                     |

### Mujeres
| Evento                          | | |                                                                                               |
| ------------------------------- | --- | --- | --------------------------------------------------------------------------------------------- |
| 100 m (viento: +0.4 m/s)        | Paula Sevilla Playas de Castellón 11"42                                                                | Maribel Pérez Valencia Esports 11"42                                                                        | Carmen Marco Valencia Esports 11"60                                                           |
| 200 m (viento: -2.7 m/s)        | Jaël Bestué F.C. Barcelona 23"55                                                                       | Cristina Lara F.C. Barcelona 23"97                                                                          | Sonia Molina Alcampo Scorpio 71 24"10                                                         |
| 400 m                           | Aauri Lorena Bokesa C.D. Nike Running 53"11                                                            | Andrea Jiménez Playas de Castellón 53"55                                                                    | Carmen Sánchez F.C. Barcelona 53"74                                                           |
| 800 m                           | Natalia Romero Unicaja Jaén 2'02"88                                                                    | Marta Frechilla Playas de Castellón 2'04"81                                                                 | Victoria Sauleda Independiente 2'06"07                                                        |
| 1500 m                          | Esther Guerrero New Balance Team 4'18"18                                                               | Marta Pérez C.A. Adidas 4'20"09                                                                             | Solange Pereira Valencia Esports 4'20"73                                                      |
| 5000 m                          | Maitane Melero Grupompleo Pamplona At. 16'00"09                                                        | Ester Navarrete F.C. Barcelona 16'03"75                                                                     | Beatriz Álvarez Univ. Estadio Gijón 16'19"24                                                  |
| 100 m vallas (viento: +0.1 m/s) | Teresa Errandonea Super Amara BAT 13"42                                                                | Alba Manzano A.A. Catalunya 13"97                                                                           | Estefanía Fortes A.A. Catalunya 14"01                                                         |
| 400 m vallas                    | Carmen Romero Las Celtíberas 59"03                                                                     | Sonia Nasarre ISS L'Hospitalet 59"06                                                                        | Nerea Bermejo Grupompleo Pamplona At. 59"77                                                   |
| 3000 m obstáculos               | Irene Sánchez-Escribano C.A. Adidas 9'43"70                                                            | Carolina Robles Valencia Esports 9'50"91                                                                    | María José Pérez Valencia Esports 9'58"04                                                     |
| 10 000 m marcha                 | María Pérez Valencia Esports 43'52"08                                                                  | Raquel González F.C. Barcelona 44'44"32                                                                     | Laura García-Caro At. Ciudad de Lepe 46'48"09                                                 |
| Salto de altura                 | Saleta Fernández Valencia Esports 1,90 m                                                               | Cristina Ferrando Playas de Castellón 1,85 m                                                                | Izaskun Turrillas Grupompleo Pamplona At. 1,83 m                                              |
| Salto con pértiga               | Miren Bartolomé Grupompleo Pamplona At. 4,31 m                                                         | Mónica Clemente Avinent Manresa 4,26 m                                                                      | Andrea San José F.C. Barcelona 4,06 m                                                         |
| Salto de longitud               | Fátima Diame Valencia Esports 6,48 m (viento: +1.7 m/s)                                                | Cora Salas C.A. Igualada 6,09 m (viento: +0.3 m/s)                                                          | Leticia Gil Alcampo Scorpio 71 6,03 m (viento: -0.2 m/s)                                      |
| Triple salto                    | Ana Peleteiro C.A. Adidas 14,20 m (viento: +1.0 m/s)                                                   | Patricia Sarrapio Playas de Castellón 14,00 m (viento: +1.8 m/s)                                            | Marina Lobato Alcampo Scorpio 71 13,42 m (viento: +1.1 m/s)                                   |
| Lanzamiento de peso             | Úrsula Ruiz Valencia Esports 17,52 m                                                                   | Belén Toimil Playas de Castellón 16,77 m                                                                    | Ambar del Carmen Sánchez Playas de Castellón 15,87 m                                          |
| Lanzamiento de disco            | June Kintana Grupompleo Pamplona At. 54,56 m                                                           | Andrea Alarcón A.A. Catalunya 48,01 m                                                                       | Paula Ferrándiz Playas de Castellón 45,62 m                                                   |
| Lanzamiento de martillo         | Berta Castells Valencia Esports 67,84 m                                                                | Laura Redondo F.C. Barcelona 64,81 m                                                                        | Osarumen Odeh Playas de Castellón 62,30 m                                                     |
| Lanzamiento de jabalina         | Arantza Moreno F.C. Barcelona 56,53 m                                                                  | Carmen Sánchez Unicaja Jaén 53,78 m                                                                         | Mercedes Chilla Valencia Esports 51,99 m                                                      |
| Heptatlón                       | María Vicente C.D. Nike Running 5615 pts 14"03(-0.3)/1,75/11,14/24"92(+1.5)// 6,16(+1.4)/37,40/2'28"58 | Valvanuz Cañizo Bidezabal Durango At. 5495 pts 14"92(-1.0)/1,81/9,99/25"97(+1.5)// 6,03(+1.4)/34,79/2'14"74 | Mar Vico F.C. Barcelona 5299 pts 14"56(-0.3)/1,75/9,76/26"44(-0.1)// 5,42(+1.7)/43,73/2'21"84 |
| Relevos 4 × 100 m               | F.C. Barcelona Caridad Jerez Jaël Bestué Carmen Sánchez Cristina Lara 44"67                            | Valencia Esports Carmen Marco Fátima Diame Lara Gómez Maribel Pérez 45"14                                   | Grupompleo Pamplona At. Yaiza Sanz Nerea Bermejo Ane Petrirena Miren Bartolomé 46"94          |
| Relevos 4 × 400 m               | Playas de Castellón Bárbara Camblor Yurena Hueso Eliani Casi Andrea Jiménez 3'44"34                    | Unicaja Jaén Elena Paulano Andrea Serrano Laura Moyano Natalia Romero 3'47"05                               | Alcampo Scorpio 71 María Nieves Mayo Elisa Cortés Alicia Leyva Laura Fernández 3'47"55        |